# Antonín Moskalyk
Antonín Moskalyk (11. listopadu 1930 Chust – 27. ledna 2006 Brno) byl český režisér a scenárista rusínsko-maďarského původu.

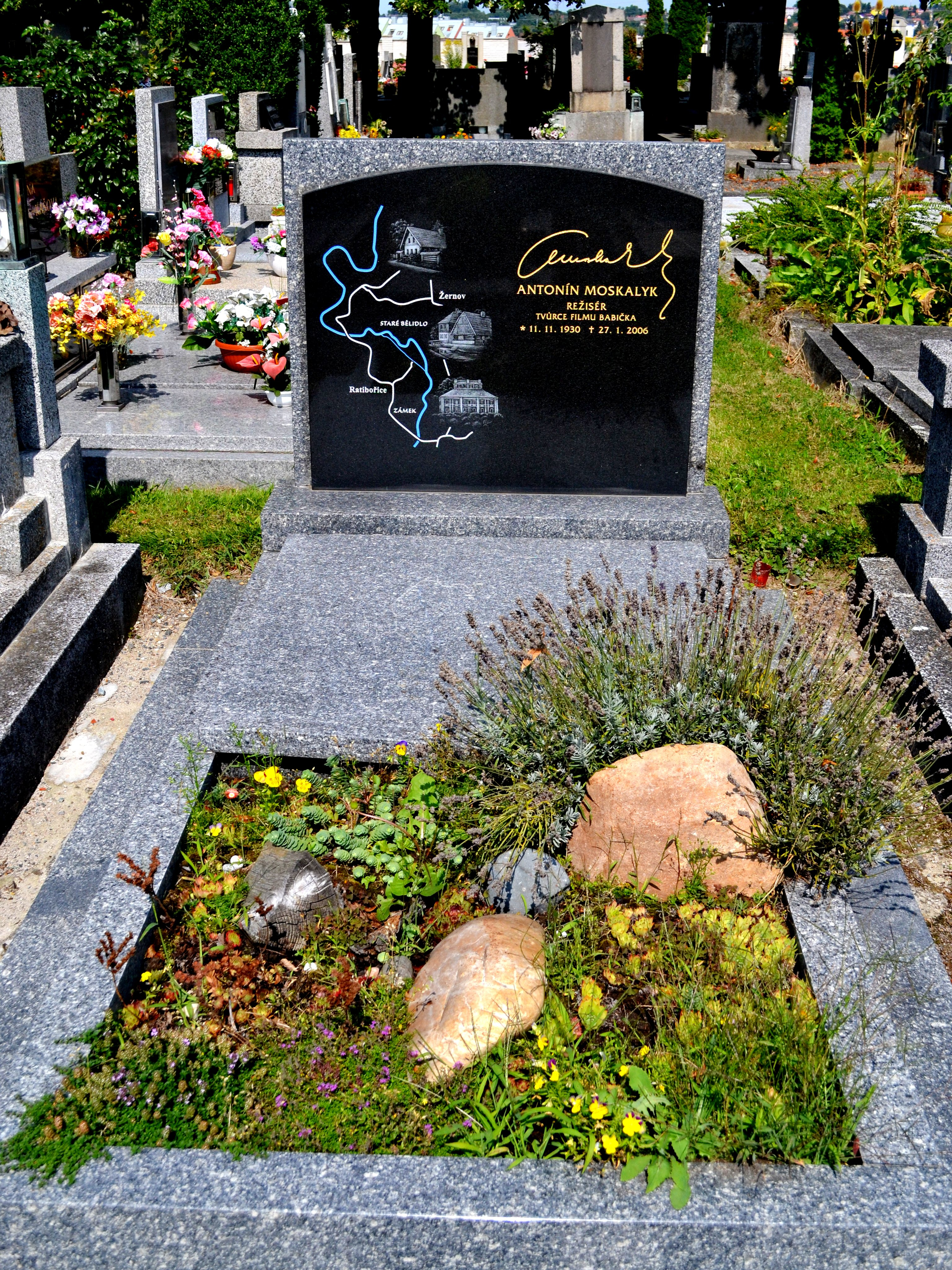
Hrob Antonína Moskalyka na hřbitově v Říčanech u Prahy

## Životopis
Narodil se v Chustu v tehdejší Podkarpatské Rusi, dnešní Ukrajině. Jeho otec, jako carský důstojník, musel nuceně opustit rodnou Ukrajinu po roce 1917. Mládí prožil na brněnském venkově ve Šlapanicích u Brna, kde jeho otec učil na místní škole. Matka pocházela z uherského šlechtického rodu von Galgoczi. Po absolutoriu gymnázia v Brně vystudoval obor režie na Divadelní fakultě pražské Akademii múzických umění. Studium dokončil v roce 1958. Po založení Divadla Na Zábradlí v roce 1958 zde režíroval úplně první představení této scény premiérové nastudování hry Kdyby tisíc klarinetů mladých začínajících autorů Jiřího Suchého a Ivana Vyskočila. Až do svého odchodu do důchodu v roce 1991 byl zaměstnán jako režisér a scenárista v Československé televizi. Za svůj život vytvořil asi dvacet televizních filmů a asi 450 inscenací a televizních pořadů.

## Filmografie, výběr
- 1965 Modlitba pro Kateřinu Horovitzovou – adaptace stejnojmenné novely Arnošta Lustiga.
- 1967 Dita Saxová – adaptace stejnojmenné novely Arnošta Lustiga.
- 1971 Babička – na motivy stejnojmenné knihy Boženy Němcové, natočen v Babiččině údolí, televizní film podle scénáře Františka Pavlíčka
- 1981 Zahradní děti
- 1982 Třetí princ
- 1986 Panoptikum města pražského, televizní seriál
- 1986 Kukačka v temném lese
- 1989 Dobrodružství kriminalistiky, televizní seriál
- 2000 Četnické humoresky, televizní seriál